# Dalby landskommun, Skåne
För andra landskommuner med detta namn, se Dalby landskommun.
Dalby landskommun var en tidigare kommun i dåvarande Malmöhus län. 

## Administrativ historik
Kommunen inrättades i Dalby socken i Torna härad när 1862 års kommunalförordningar trädde i kraft 1863. Vid kommunreformen 1952 bildade den storkommun då de tidigare landskommunerna Bonderup och Hällestad båda gick upp i Dalby.
7 november 1941 inrättades i landskommunen Dalby municipalsamhälle som sedan upplöstes 31 december 1954.
Från 1974 ingår området i Lunds kommun.
Kommunkoden 1952-1973 var 1226.

### Kyrklig tillhörighet
I kyrkligt hänseende tillhörde kommunen Dalby församling. Den 1 januari 1952 tillkom Bonderups församling och Hällestads församling.

## Geografi
Dalby landskommun omfattade den 1 januari 1952 en areal av 70,44 km², varav 70,19 km² land.

### Tätorter i kommunen 1960
| Tätort    | Folkmängd |
| --------- | --------- |
| Dalby     | 1 461     |
| Hällestad | 326       |

Tätortsgraden i kommunen var den 1 november 1960 54,4 procent.

## Politik

### Mandatfördelning i valen 1938-1970
| 9 | 11 |

| 20 |

| 10 | 10 |

| 20 |

| 10 | 10 |

| 19 |

| 17 | 18 |

| 34 |

| 17 | 9 | 2 | 7 |

| 34 |

| 16 | 10 | 3 | 6 |

| 33 |

| 18 | 10 | 3 | 4 |

| 33 |

| 17 | 9 | 4 | 5 |

| 31 |

| 18 | 10 | 3 | 4 |

| 29 | 6 |